# Стегозаврові
Стегозаврові (Stegosauridae) — родина птахотазових динозаврів. Типовим представником родини є стегозавр. В родину входили не тільки стегозаври. Багато інших представників населяли Землю від Північної Америки до Європи і Азії. Ці види, ймовірно, походять від сцелідозаврових, які мешкали на початку юрського періоду. Найпримітивніші з них були знайдені у Китаї, у відкладеннях середньої юрської епохи. Згодом від деяких невеликих тварин пішло безліч видів шипасто-пластинчастих динозаврів, які досягли свого розквіту у верхній юрі. У середині крейдяного періоду вони вимерли, хоча мали все необхідне для повноцінного життя. Залишки тварин, що, можливо, належали до групи стегозаврів, були знайдені в Індії, у відкладеннях верхньої крейди. У той час Індія була островом. Проте, можливо, їх просто невірно ідентифікували.

## Опис
Більшість стегозаврів мало на кінці хвоста дві пари шипів. А сам хвіст був досить гнучким, і стегозавр, з силою розмахуючи ним у різні сторони, міг відбитися практично від будь-якого хижака. У крижах стегозавра знаходилась особлива порожнина і була думка, що у стегозавра там був ще один мозок.Однак, підтвердження цьому немає і, скоріше за все, там містилось глікогенове тіло, яке виконувало функцію запасання глікогену для нервової системи.

## Примітивні стегозаври
Чотириногі рослиноїдні сцелідозаври, розміром з корову, знайдені в Англії у відкладеннях юрського періоду, були вкриті невеликими панцирними щитками. Можливо, вони стали предками стегозаврів або нодозаврів, що жили в Америці у верхній крейді, або анкілозаврових і нодозаврів, що існували з середньої юри до верхньої крейди в Європі, Північній Америці та Азії. Всі ці види близькі один до одного.

## Різноманіття стегозаврових
У берлінському Музеї Гумбольдта зберігається колекція динозаврів верхньої юри, знайдених у Східній Африці у 1920-і роки XX ст. Серед них кентрозавр, дуже схожий на північно-американського стегозавра, і дикреозавр, що нагадує диплодока.
Хуаянгозавр досягав у довжину 4 метрів і мешкав у середині юрського періоду на території сучасного Китаю. Пізніше стегозаври змінилися: їх передні ноги стали коротші задніх, але найбільше змінився вигляд хуаянгозавра. На його панцирі, з'явилося безліч щитків, що тісно стояли, а на хвості — по дві пари шипів. На плечах теж були шипи, як і у пізніх стегозаврів. У дацентура, який жив у верхній юрі в Європі, на спині розташовувалися низькі закруглені кісткові пластини, а на хвості — довгі гострі шипи. У кентрозавра, що мешкав в Африці в пізній юрі, центр ваги припадав на задні ноги, як у деяких завроподів, тому він міг підійматися й озиратися по сторонах, як стегозавр. Вуєрозавр, який мешкав у нижній крейді на території сучасного Китаю, був таким же великим, як стегозавр, і мав на спині ряд довгих низьких кісткових щитків.

## Класифікація
ПІДРЯД Thyreophora
Інфраряд Stegosauria
- Родина Стегозаврові (Stegosauridae)
  - Lexovisaurus (= Loricatosaurus)[5] — (Велика Британія і Франція)
  - Кентрозавр (Kentrosaurus) — (Танзанія, Африка)
  - Paranthodon — (Південна Африка)
  - Monkonosaurus — (Тибет, Китай)
    - Tuojiangosaurus — (Сичуань, Китай)
    - Підродина Dacentrurinae
      - Dacentrurus — (Велика Британія, Франція і Іспанія)
      - Miragaia — (Португалія)[6]

    -  Підродина Stegosaurinae 
      - Стегозавр (Stegosaurus) — (Вайомінг, США)
      - Hesperosaurus — (Вайомінг, США)
      - Wuerhosaurus — (Синьцзян, Західний Китай)

## Філогенія
Кладограма Кеннета Карпентера (2001):
```
Stegosauridae

└──┬─?
Chungkingosaurus

   └──┬──
Chialingosaurus

      └──┬──┬──
Wuerhosaurus

         │  └──┬──
Dacentrurus

         │     └──
Hesperosaurus

         └──┬──
Tuojiangosaurus

            └──┬──┬──
Kentrosaurus

               │  └──
Lexovisaurus
[
8
]

               └──┬──
Stegosaurus stenops

                  └──
S. ungulatus
 (=?
S. armatus
)
```